# Wise (przedsiębiorstwo)
Wise – brytyjskie przedsiębiorstwo usług finansowych.

## Charakterystyka
Firma specjalizuje się w bezgotówkowych transferach międzynarodowych dokonywanych wyłącznie przez internet. Powstała w 2011 roku jako TransferWise. Jej założycielami są Estończycy: Kristo Käärmann, były pracownik Deloitte, i Taavet Hinrikus, pracujący wcześniej dla Skype'a. Wise zyskała popularność dzięki niskim, w stosunku do banków i istniejących wcześniej firm przesyłających gotówkę, kosztom przewalutowywania transferów pieniężnych między krajami (początkowo Europy, obecnie na wszystkich kontynentach świata). Pierwszymi inwestorami Wise byli Richard Branson, z Virgin, Niklas Zennström, ze Skype'a i Peter Thiel, współzałożyciel PayPala. W lipcu 2021 roku, gdy firma debiutowała na londyńskiej giełdzie, wyceniono ją na 8 miliardów funtów. Wise ma siedzibę w londyńskiej dzielnicy Shoreditch. W sierpniu 2022 roku firma zatrudniała 4 tysiące osób i posiadała biura w Wielkiej Brytanii, Kanadzie, Stanach Zjednoczonych, Sinapurze, Japonii, Hongkongu i Australii.